# Legrosszabb britek listája
A történelem legrosszabb britjeinek (Worst Britons) listáját tíz angol történész véleménye alapján állította össze a BBC History magazin 2005 decemberében. Mindegyik történészt megkérték, válassza ki a legrosszabb brit történelmi személyiséget századonként a 11. századtól kezdődően.

## A századok legrosszabb britjei

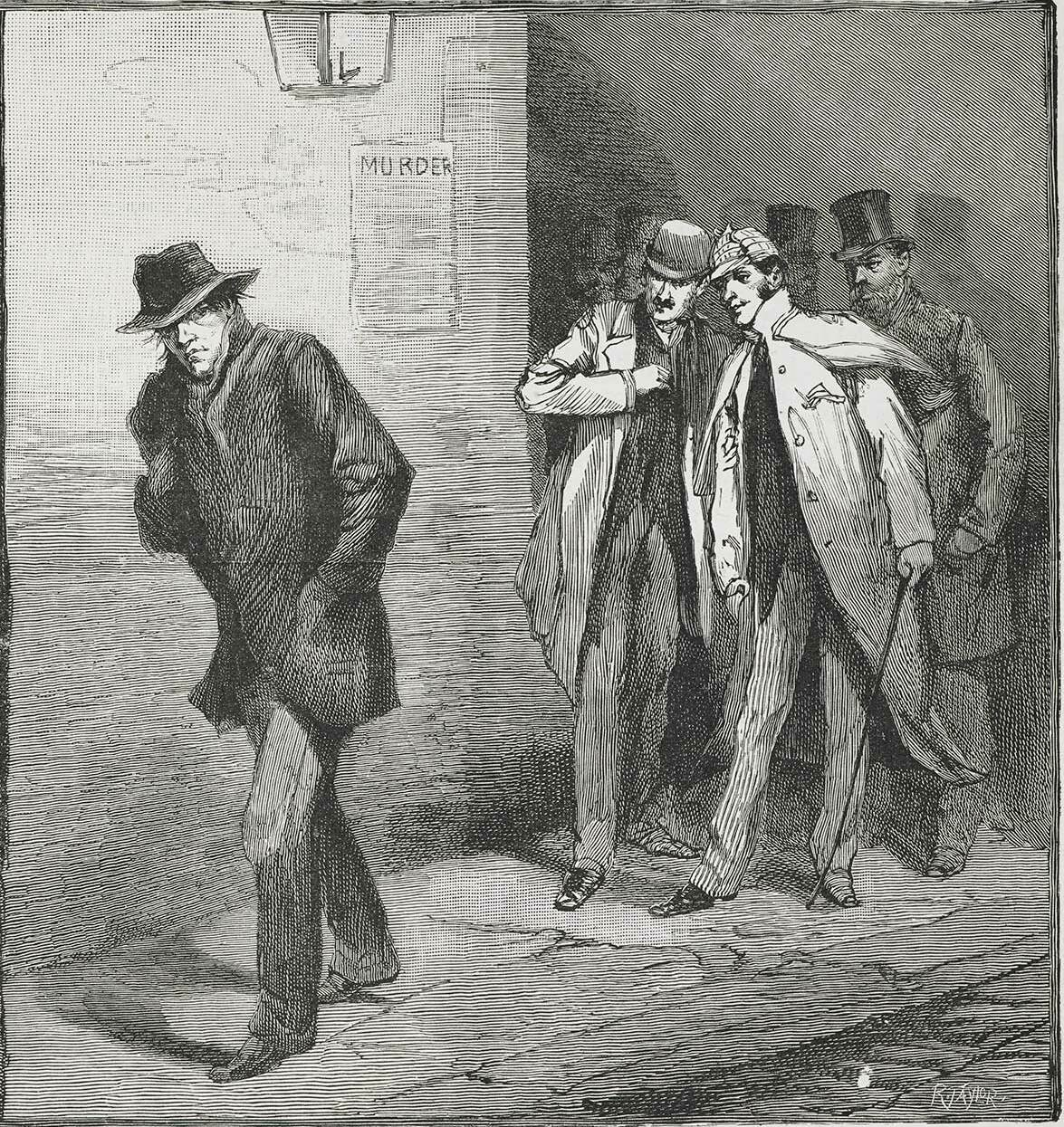
Hasfelmetsző Jack illusztrációja a The Illustrated London Newsból, 1888. október 13.

- 1000–1100: Eadric Streona, szász vezér
- 1100–1200: Canterburyi Szent Tamás, érsek
- 1200–1300: János angol király
- 1300–1400: ifj. Hugh Despenser
- 1400–1500: Thomas Arundel, érsek
- 1500–1600: Sir Richard Rich, VI. Eduárd angol király lordkancellárja
- 1600–1700: Titus Oates
- 1700–1800: William Augustus, Cumberland hercege
- 1800–1900: Hasfelmetsző Jack
- 1900–2000: Oswald Mosley, brit politikus

A történészek által összeállított listát ezután a BBC History olvasói elé tárták szavazásra, akik Hasfelmetsző Jacket szavazták meg a történelem legrosszabb brit személyének.

## Vitatott eredmény
A lista számos vitát eredményezett. Ennek oka volt például Canterburyi Szent Tamás szerepeltetése, akit 1172-ben szentté avattak, másik pedig a Hasfelmetsző, akinek kiléte mindmáig ismeretlen, ám a gyanúsítottak között több nem angol is volt, így kérdéses a helye a listában.